# Монастирецька сільська рада (Жидачівський район)
Монастирецька сільська́ ра́да — адміністративно-територіальна одиниця та орган місцевого самоврядування в Стрийському районі Львівської області. Адміністративний центр — село Монастирець.

## Загальні відомості
Монастирецька сільська рада утворена в 1939 році.
- Територія ради: 49,57 км²
- Населення ради: 2 635 осіб (станом на 2001 рік)

## Населені пункти
Сільській раді підпорядковані населені пункти:
- с. Монастирець
- с. Которини
- с. Протеси
- с. Старе Село

## Склад ради
Рада складається з 18 депутатів та голови.
- Голова ради: Семчишин Василь Васильович

### Керівний склад попередніх скликань
| Прізвище, ім'я, по батькові   | Основні відомості                                                               | Дата обрання | Дата звільнення |
| ----------------------------- | ------------------------------------------------------------------------------- | ------------ | --------------- |
| Костельний Василь Олексійович | Сільський голова, 1962 року народження, освіта, безпартійний                    | 26.03.2006   | 31.10.2010      |
| Башта Володимир Миколайович   | Сільський голова, 1965 року народження, освіта вища, безпартійний               | 31.10.2010   | 11.04.2013      |
| Семчишин Василь Васильович    | Сільський голова, 1960 року народження, освіта середня спеціальна, безпартійний | 15.12.2013   |                 |

Примітка: таблиця складена за даними сайту Верховної Ради України

### Депутати
За результатами місцевих виборів 2010 року депутатами ради стали:

#### За суб'єктами висування
| Суб'єкт висування                                       | Кількість обраних депутатів | %    |
| ------------------------------------------------------- | --------------------------- | ---- |
| Самовисування                                           | 14                          | 77,8 |
| Політична партія Всеукраїнське об'єднання «Батьківщина» | 3                           | 16,7 |
| Українська Народна Партія                               | 1                           | 5,6  |

#### За округами
| № округу                                                | Прізвище, ім'я, по батькові   | Дата визнання обраним | Освіта             | Партійна приналежність                        | Відомості про обраного депутата                       |
| ------------------------------------------------------- | ----------------------------- | --------------------- | ------------------ | --------------------------------------------- | ----------------------------------------------------- |
| Політична партія Всеукраїнське об'єднання «Батьківщина» |                               |                       |                    |                                               |                                                       |
| 3                                                       | Довбняк Ольга Миколаївна      | 04.11.2010            | вища               | член Всеукраїнського об'єднання «Батьківщина» | пенсіонер                                             |
| 8                                                       | Лотоцька Ярослава Миколаївна  | 04.11.2010            | середня спеціальна | член Всеукраїнського об'єднання «Батьківщина» | пенсіонер                                             |
| 10                                                      | Парамох Ярослава Михайлівна   | 04.11.2010            | вища               | член Всеукраїнського об'єднання «Батьківщина» | Монастирецьке споживче товариство, завідувач магазину |
| Українська Народна Партія                               |                               |                       |                    |                                               |                                                       |
| 7                                                       | Зварич Василь Богданович      | 04.11.2010            | вища               | позапартійний                                 | тимчасово не працює                                   |
| Самовисування                                           |                               |                       |                    |                                               |                                                       |
| 1                                                       | Тимчак Василь Богданович      | 04.11.2010            | середня            | позапартійний                                 | Журавнівська лікарня, різнороб                        |
| 2                                                       | Мазур Василь Ярославович      | 04.11.2010            | середня            | позапартійний                                 | тимчасово не працює                                   |
| 4                                                       | Попович Василь Іванович       | 04.11.2010            | середня            | позапартійний                                 | студент                                               |
| 5                                                       | Михайлишин Михайло Михайлович | 04.11.2010            | вища               | позапартійний                                 | тимчасово не працює                                   |
| 6                                                       | Машталір Василь Ярославович   | 04.11.2010            | вища               | позапартійний                                 | тимчасово не працює                                   |
| 9                                                       | Шевчук Андрій Михайлович      | 04.11.2010            | середня            | позапартійний                                 | студент                                               |
| 11                                                      | Шевчук Галина Семенівна       | 04.11.2010            | вища               | позапартійна                                  | тимчасово не працює                                   |
| 12                                                      | Фурука Ганна Миколаївна       | 04.11.2010            | середня спеціальна | позапартійна                                  | Монастирецька сільська рада, секретар                 |
| 13                                                      | Фура Василь Михайлович        | 04.11.2010            | середня спеціальна | позапартійний                                 | пенсіонер                                             |
| 14                                                      | Сорока Василь Іванович        | 04.11.2010            | вища               | член Всеукраїнського об'єднання «Батьківщина» | тимчасово не працює                                   |
| 15                                                      | Баран Олександра Степанівна   | 04.11.2010            | середня спеціальна | член Всеукраїнського об'єднання «Батьківщина» | тимчасово не працює                                   |
| 16                                                      | Кізера Михайло Михайлович     | 04.11.2010            | середня спеціальна | позапартійний                                 | тимчасово не працює                                   |
| 17                                                      | Романів Семен Семенович       | 04.11.2010            | середня спеціальна | позапартійний                                 | тимчасово не працює                                   |
| 18                                                      | Гладчук Тарас Володимирович   | 04.11.2010            | середня спеціальна | позапартійний                                 | тимчасово не працює                                   |